# Kris Lang
Kristoffer Douglas „Kris” Lang  (ur. 12 grudnia 1979 w Gastonii) – amerykański koszykarz występujący na pozycji środkowego.
W 1998 został wybrany najlepszym zawodnikiem amerykańskich szkół średnich stanu Karolina Północna (North Carolina Mr. Basketball). Wystąpił też w meczu gwiazd amerykańskich szkół średnich – McDonald’s All-American. Został też zaliczony do IV składu Parade All-American.
W 2005 reprezentował Portland Trail Blazers podczas letniej ligi NBA.

## Osiągnięcia
Stan na podstawie, o ile nie zaznaczono inaczej.

### NCAA
- Uczestnik rozgrywek:
  - NCAA Final Four (2000)
  - turnieju NCAA (1999–2001)
- Mistrz sezonu zasadniczego konferencji Atlantic Coast (ACC – 2001)
- Zaliczony do:
  - I składu najlepszych pierwszorocznych zawodników ACC (1999)
  - II składu turnieju ACC (1999)
  - składu honorable mention (2002)

### Klubowe
- Mistrz:
  - Polski (2003)
  - D-League (2004)
- Wicemistrz Turcji (2008)
- Zdobywca:
  - pucharu Turcji (2008)
  - superpucharu Turcji (2009)
- Finalista pucharu Włoch (2007)
- Uczestnik rozgrywek FIBA EuroCup Challenge z Anwilem Włocławek (2002/2003)

### Indywidualne
- Zaliczony do:
  - I składu najlepszych obcokrajowców PLK (2003)
  - składu All D-League Honorable Mention (2004)
- Uczestnik meczu gwiazd ligi koreańskiej (2005)
- Lider D-League w skuteczności rzutów z gry (2004)

### Reprezentacja
- Uczestnik mistrzostw Ameryki (2005 – 4. miejsce)